# ناتسكي أوكاموتو (ممثلة)
ناتسكي أوكاموتو (باليابانية: 岡本奈月؛ بالكانا: おかもと なつき) هي عارضة أزياء وعارضة وممثلة يابانية، ولدت في 13 سبتمبر 1989 في ميه في اليابان.

## وصلات خارجية
- ناتسكي أوكاموتو (ممثلة) على موقع IMDb (الإنجليزية)
- ناتسكي أوكاموتو (ممثلة) على موقع قاعدة بيانات الفيلم (الإنجليزية)